# أمر سلطة الائتلاف المؤقتة رقم 1
أمر سلطة الائتلاف المؤقتة رقم 1: اجتثاث البعث من المجتمع العراقي هو الأول من بين 100 أمر أصدرتها سلطة الائتلاف المؤقتة خلال حرب العراق. دخل هذا الأمر حيز التنفيذ في 16 مايو/أيار 2003، وهو يصف أهداف سياسة اجتثاث البعث التي وضعها مكتب الخطط الخاصة الأمريكي.

## تفاصيل
يبرر الأمر في سطور المقدمة:
وإذ يدرك أن الشعب العراقي عانى على مدى سنوات عديدة من انتهاكات واسعة النطاق لحقوقه الإنسانية والحرمان منها على أيدي حزب البعث،
وإذ يلاحظ القلق البالغ الذي يساور المجتمع العراقي إزاء التهديد الذي يشكله استمرار شبكات حزب البعث وأفراده في إدارة العراق، وترهيب الشعب العراقي من جانب مسؤولي حزب البعث،
وإذ يساوره القلق إزاء التهديد المستمر الذي يشكله حزب البعث العراقي على أمن قوات التحالف،
ينص الأمر تحديدًا على عزل جميع أعضاء حزب البعث، من قياداته العليا إلى أعضائه، من مناصبهم ومنعهم من العمل مستقبلًا في القطاع العام. ويوضح الأمر نطاقه الواسع في المجتمع بقوله:
سَيُقابَل الأفراد الذين يشغلون مناصب في أعلى ثلاث طبقات إدارية في كل وزارة حكومية وطنية، والشركات التابعة لها وغيرها من المؤسسات الحكومية (مثل الجامعات والمستشفيات) بحثًا عن انتمائهم المحتمل لحزب البعث، وسيخضعون للتحقيق بشأن السلوك الإجرامي والمخاطر الأمنية.
ضمنت الصياغة العامة للأمر أن يكون النهج العام الذي تفضله وزارة الدفاع هو السياسة الفعلية المطبقة بموجب سلطة التحالف المؤقتة والهيئات المفوضة. ولموازنة شدة هذه السياسة، ينص البند الأخير من الأمر على أن للمدير بول بريمر الحق في منح استثناءات للسياسة المنصوص عليها في الأمر.

## مذكرة الأمر رقم 1
دخلت مذكرة "تنفيذ أمر اجتثاث البعث رقم 1" حيز النفاذ في 3 يونيو/حزيران 2003، وهي تصف عملية تحقيق الأهداف الموضحة في الأمرين رقم 1 ورقم 5. وتنص المذكرة على مرحلتين لتنفيذ هذه السياسة. في البداية، كُلِّفت القوة متعددة الجنسيات في العراق ("قوات التحالف")، باعتبارها المؤسسة الأكثر كفاءة في العراق، بمهمة كشف البعثيين، وتشكيل لجان مراجعة الاعتماد للتحقيق الشامل والتدقيق في هوية أعضاء الحزب المحتملين. أما المرحلة الثانية، فكانت متوقفة على نجاح المرحلة الأولى. في هذه المرحلة، وبعد التأكد من عدم انتمائهم إلى حزب البعث، وامتلاك الحكومة العراقية الكفاءة الكافية، سينتقل تنفيذ اجتثاث البعث من كونه مسؤولية سلطة الائتلاف المؤقتة وقوات التحالف فقط، إلى مسؤولية الحكومة العراقية ومجلس اجتثاث البعث العراقي، المُنشأ بموجب الأمر رقم 5.
يصف القسم الثاني من المذكرة عملية تحديد ما إذا كان الأفراد ينتمون إلى أي حزب. وتنص المذكرة على تعيين محققين في الوزارات الحكومية لإجراء تحقيقات مع الأفراد الذين يستخدمون:
أولاً. المقابلات مع الفرد (التي أجراها المحققون باستخدام النموذج الموحد الذي أُعِد بالفعل)؛
ثانياً: السجلات والإعلانات العامة التي توثق صعود أو ترقية أعضاء الحزب؛
ثالثًا: أحكام كبار مستشاري وزارة السلطة المؤقتة للائتلاف؛
رابعا: شهادة العراقيين الذين عملوا مع الشخص المعني؛
خامساً النتائج التي توصل إليها مجلس اجتثاث البعث العراقي والموضحة أدناه (والتي سُلِّمَت إلى المحققين من خلال المدير)؛
سادساً. تقييم الشخصيات السياسية العراقية الرائدة؛
سابعاً. السجلات الحكومية التي تكشف عن المكافآت أو الامتيازات الأخرى المرتبطة بعضوية الحزب.
بمجرد أن يحدد المحقق انتماء الفرد ويُقرر خضوعه للأمر رقم 1، يُبلَّغ بحقه في الاستئناف. في حال طُلب استثناء، يُحدد المحقق أهلية الفرد ويُعِدّ ملفًا إذا لزم الأمر.
كان الهدف العام للمذكرة هو توفير هيكل لتحديد عضوية حزب البعث. بالإضافة إلى ذلك، شُجِّع العراقيون على المشاركة في عملية اجتثاث البعث، وشُجِّعت قوات التحالف التي كُلِّفت في البداية بهذه السياسة على التشاور مع العراقيين. إذا حُوِّلَ شخصٌ ما إلى جلسة استئناف، يُمكنه تجنُّب العقوبات المنصوص عليها في الأمر رقم 1 بإثبات ما يلي:
أولاً. مستعد لإدانة حزب البعث وارتباطه السابق به؛
ثانياً: كان عضواً بارزاً في حزب البعث أو مجرد عضو "كامل" في الحزب؛
ثالثًا: أن يكون حاصلًا على مؤهلات تعليمية متميزة؛
رابعا. ترك حزب البعث قبل 16 نيسان/أبريل 2003 [التاريخ الذي حلت فيه سلطة الائتلاف المؤقتة حزب البعث رسميا]؛
خامساً. يستمر في الحصول على دعم زملائه واحترام مرؤوسيهم؛
سادساً. يُعتبر ضروريًا لتحقيق مصالح التحالف المهمة، على الأقل في المدى القريب؛
سابعاً. أن يثبت انضمامه للحزب للاحتفاظ بوظيفته أو لإعالة أسرته.
وكان من المفترض أن تؤخذ هذه المعلومات في الاعتبار في الاستئناف الفردي، لكنها لم تضمن استثناءً، وكان للمدير السلطة لإلغاء أي حكم صادر عن لجان مراجعة الاعتماد.